# Clement Tirkey
Clement Tirkey (ur. 12 września 1947 w Ranput) – indyjski duchowny rzymskokatolicki, w latach 2006–2025 biskup Jalpaiguri.

## Życiorys
Święcenia kapłańskie otrzymał w 1978 i został inkardynowany do diecezji Dardżyling. Po krótkim stażu wikariuszowskim objął posadę nauczyciela katolickiej szkoły w Pakyong, a niedługo potem został jej wicedyrektorem. W 1997, po powstaniu diecezji Bagdogra, uzyskał do niej inkardynację. W tym samym roku został dyrektorem centrum Seva Kendra w Siliguri, zaś w 1998 otrzymał także nominację na wikariusza generalnego diecezji.
31 stycznia 2006 został mianowany biskupem Jalpaiguri. Sakry biskupiej udzielił mu 23 kwietnia 2006 kard. Telesphore Toppo.
8 lutego 2025 papież Franciszek przyjął jego rezygnację z pełnionego urzędu, złożoną ze względu na wiek. 